# روباه پرنده بزرگ گینه‌ای
روباه پرنده بزرگ گینه‌ای (نام علمی: Pteropus neohibernicus) نام یک گونه از سرده روباه پرنده است.